# Geocapromys
Geocapromys — рід гризунів родини щетинцеві.

## Етимологія
грец. γεω — «земля», грец. κάπρος — «кабан», грец. μῦς — «миша» 

## Систематика
- Рід Geocapromys
  - Вид Geocapromys brownii (куцохвоста хутія)
  - Вид †Geocapromys caymanensis
  - Вид †Geocapromys columbianus
  - Вид Geocapromys ingrahami (багамська хутія)
  - Вид †Geocapromys thoracatus